# WWE Hell in a Cell
Hell in a Cell is een jaarlijks terugkerend pay-per-view- en WWE Network-evenement dat wordt georganiseerd door de Amerikaanse worstelorganisatie WWE. Het evenement debuteerde in 2009 en verving het No Mercy-evenement van begin oktober op WWE's pay-per-viewkalender.
In 2016 werd de brand extension toegepast en was de editie in dat jaar exclusief voor de Raw brand, het jaar daarna exclusief voor de SmackDown brand. Vanaf WrestleMania 34 in april 2018 werden alle evenementen voor beide merken.

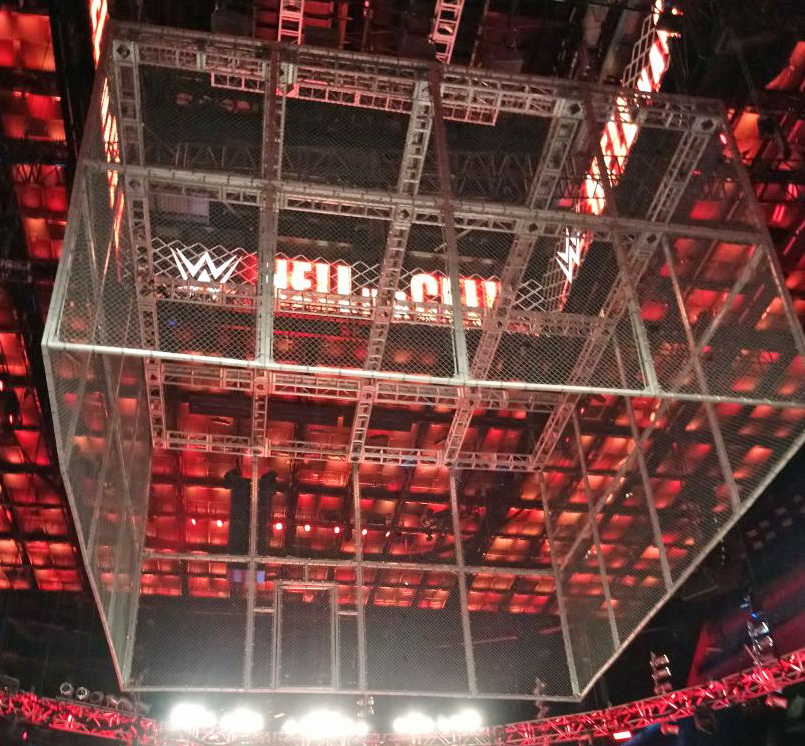
De structuur van Hell in a Cell

Het concept van de show is gebaseerd op Hell in a Cell match, waarbij deelnemers vechten in een zes meter hoge kooi rondom de ring.

## Chronologie
| Editie | Datum             | Stad                    | Locatie                            | Main Event |
| ------ | ----------------- | ----------------------- | ---------------------------------- | --- |
| 2009   | 4 oktober 2009    | Newark (New Jersey)     | Prudential Center                  | D-Generation X vs. The Legacy in een Hell in a Cell match.                                                                             |
| 2010   | 3 oktober 2010    | Dallas (Texas)          | American Airlines Center           | Kane (c) vs. The Undertaker (met Paul Bearer) in een Hell in a Cell match voor het WWE World Heavyweight Championship.                 |
| 2011   | 2 oktober 2011    | New Orleans             | New Orleans Arena                  | John Cena (c) vs. CM Punk vs. Alberto Del Rio in een Triple Threat Hell in a Cell match voor het WWE Championship.                     |
| 2012   | 28 oktober 2012   | Atlanta                 | Philips Arena                      | CM Punk (c) vs. Ryback in een Hell in a Cell match voor het WWE Championship.                                                          |
| 2013   | 27 oktober 2013   | Miami                   | American Airlines Arena            | Daniel Bryan vs. Randy Orton in een Hell in a Cell match voor het vacante WWE Championship met Shawn Michaels als gast-scheidsrechter. |
| 2014   | 26 oktober 2014   | Dallas                  | American Airlines Center           | Seth Rollins vs. Dean Ambrose in een Hell in a Cell match.                                                                             |
| 2015   | 25 oktober 2015   | Los Angeles, Californië | Staples Center                     | The Undertaker vs. Brock Lesnar in een Hell in a Cell match. Laatste wedstrijd tussen Lesnar en Undertaker.                            |
| 2016   | 30 oktober 2016   | Boston, Massachusetts   | TD Garden                          | Charlotte vs. Sasha Banks in een Hell in a Cell match voor het WWE Women's Championship                                                |
| 2017   | 8 oktober 2017    | Detroit, Michigan       | Little Caesars Arena               | Kevin Owens vs. Shane McMahon in een Hell in a Cell match                                                                              |
| 2018   | 16 september 2018 | San Antonio (Texas)     | AT&T Center                        | Roman Reigns (c) vs. Braun Strowman in een Hell in a Cell Match voor het WWE Universal Championship.                                   |
| 2019   | 6 oktober 2019    | Sacramento (Californië) | Golden 1 Center                    | Seth Rollins (c) vs. "The Fiend" Bray Wyatt in een Hell in a Cell Match voor het WWE Universal Championship.                           |
| 2020   | 25 oktober 2020   | Orlando (Florida)       | Amway Center                       | Randy Orton vs. Drew McIntyre (c) in een Hell in a Cell Match voor het WWE Championship.                                               |
| 2021   | 20 juni 2021      | Tampa (Florida)         | Yuengling Center (WWE ThunderDome) | N.T.B. |